# 张秋祥
张秋祥（1943年—），河北邢台人，中国人民解放军中将。 
1999年，授予中国人民解放军中将。2000年6月至2003年7月，任兰州军区政治部主任。2003年7月至2006年12月，任兰州军区副政治委员。 2008年，当选第十一届全国政协委员，代表特别邀请人士，分入第五十六组。